# ViruSs
Đặng Tiến Hoàng (sinh ngày 8 tháng 5 năm 1988), thường được biết đến với nghệ danh ViruSs, là một nam YouTuber, streamer, nhạc sĩ, nhà sản xuất âm nhạc người Việt Nam. Khởi đầu sự nghiệp với tư cách một streamer trong các trò chơi điện tử, ViruSs nhanh chóng lấn sân sang lĩnh vực âm nhạc. Với tầm ảnh hưởng trong giới trò chơi trực tuyến và có một lượng người theo dõi lớn, ViruSs cùng PewPew, Độ Mixi, Xemesis được mệnh danh là "tứ hoàng streamer Việt Nam".

## Tiểu sử
ViruSs tên thật là Đặng Tiến Hoàng, sinh ra và lớn lên tại Hà Nội trong một gia đình có người thân theo nghệ thuật. Được học piano từ nhỏ, năm 15 tuổi, anh được cho ra nước ngoài du học. Tuy nhiên gia đình anh lại gặp phải biến cố lớn ViruSs buộc phải quay về nước năm 2007, mưu sinh trong các nhà hàng, khách sạn và bắt đầu bén duyên với việc chơi game và làm streamer. Sau đó anh bỏ việc để làm một streamer trong các trò chơi điện tử và bình luận viên cho các giải đấu esport. Với kinh nghiệm sẵn có về tựa game Liên Minh Huyền Thoại, ViruSs là người đầu tiên thử nghiệm việc stream game trên hệ thống Azubu Stream. Trong sự nghiệp stream game của mình, ViruSs đã được gắn nhãn danh hiệu Top 3 người theo dõi hàng đầu, ngôi sao được quyên góp hàng đầu, Top 1 PUBG và được đánh giá là một trong những streamer đình đám nhất châu Á. Ngoài ra, ViruSs cũng là một game thủ và là đội trưởng của đội Hanoi Dragons - một đội tuyển Liên Minh Huyền Thoại ở Việt Nam. Năm 2018, ViruSs và PewPew xuất hiện trong danh sách đề cử WeChoice Awards hạng mục Hot Influencer. Cùng thời gian này, anh được Facebook Gaming - một nền tảng stream game trực tuyến của Facebook bổ nhiệm làm Đại sứ.
Bên cạnh việc chơi game, ViruSs còn thực hiện những video reaction (bình luận, phản ứng về một video ca nhạc mới ra mắt). Những video reaction của ViruSs khá được cộng đồng chú ý.
Ngoài ra, ViruSs còn tham gia viết nhạc. Anh từng hợp tác với một số ca sĩ như Amee, Justa Tee, cho ra mắt các sản phẩm âm nhạc như: "Thằng điên", "Trời giấu trời mang đi"... Anh cũng được mời tham gia một số game show truyền hình và được góp mặt trong một bộ phim ngắn công chiếu năm 2020. Vào ngày 4/11/2021, Bloomberg đưa tin streamer ViruSs  trở thành cố vấn phát triển cộng đồng trong lĩnh vực GameFi cho dự án Bholdus.
Vào ngày 8/5/2022, ViruSs chính thức công bố đảm nhiệm chức vụ Tổng giám đốc của 108 Gaming, trực tiếp tham gia vào quá trình quản lý, điều hành và phát triển công ty ở giai đoạn 2.0.

## Tranh cãi
Đầu năm 2020, ViruSs đăng tải trên kênh Youtube của mình một clip reaction về đại dịch corona phát tán ở Vũ Hán, Trung Quốc. Video này sau đó trở thành tâm điểm chú ý từ cộng đồng mạng. Ngay sau đó, anh buộc phải đăng bài đính chính, phủ nhận việc bản thân đăng tải video trên và quy trách nhiệm cho đội ngũ trợ lý.
Trong video reaction ca khúc Black Swan của nhóm nhạc BTS, ViruSs đã lên tiếng chê bai tạo hình của một thành viên trong nhóm. Những người hâm mộ BTS sau đó đã phản ứng gay gắt với anh. Trước những lời chỉ trích, Viruss phải đáp trả đến hai lần bằng những dòng bình luận cực dài. Ban đầu, anh gửi lời xin lỗi tới fan hâm mộ BTS vì những gì trong clip đều là cảm xúc tự nhiên. Nam nhạc sĩ mong muốn họ để anh được tự nhiên bộc lộ cảm xúc trước một sản phẩm nghệ thuật. Sau khi bị công kích ngày càng nhiều, Viruss yêu cầu cộng đồng fan hâm mộ BTS ngừng bắt anh làm theo ý của họ bởi clip reaction là thể hiện quan điểm, thái độ và cảm xúc chân thật nhất của người lần đầu xem MV. Việc anh reaction một sản phẩm âm nhạc không phải để kiếm tiền hay phục vụ người khác. Vì vậy, thích thì anh khen, không thích thì anh chê.
Chưa dừng lại ở đó, ViruSs còn là tâm điểm bàn tán khi thẳng thắn chê bai giọng Hòa Minzy yếu, không hợp với nhạc Mr. Siro. Anh còn cho rằng nữ ca sĩ nên suy nghĩ lại về con đường âm nhạc tương lai. Đáp lại những lời chỉ trích, anh cho rằng việc mình góp ý như vậy "chỉ vì mong Hòa tốt lên", đồng thời khẳng định "sẽ không vì bất cứ yếu tố ngoại cảnh nào mà không dám nói ra suy nghĩ của bản thân" để phải chấp nhận lối nhận xét "dĩ hòa vi quý", "vô thưởng vô phạt".
Đầu tháng 7 năm 2020, ViruSs chê video ca nhạc Hoa nở không màu của Hoài Lâm, cho rằng bản phối bài hát "hay nhưng không hợp thời". Nhạc sĩ Nguyễn Minh Cường, người sáng tác ra ca khúc đã đăng lên Facebook chất vấn về việc này. Ngay sau đó, ViruSs đã lên tiếng xin lỗi.
Khi thực hiện reaction video âm nhạc Cắm sừng ai đừng cắm sừng em, ViruSs đã nhận định đây là chiêu trò của ê-kíp Phí Phương Anh và với đạo đức nghề nghiệp, anh không thể ủng hộ. Sau đó trước nghi vấn Phí Phương Anh "đá đểu" mình trong sản phẩm mới Cánh bướm dối gian, ViruSs đã thực hiện đoạn clip ViruSs Talk 3 để chia sẻ về quan điểm của mình, trong đó anh cho biết bản thân không hề có xích mích riêng với nữ ca sĩ và những lời nhận xét trên không phải là chỉ trích. Bên cạnh đó, ViruSs cũng cho biết cảm thấy bình thường nếu như Phí Phương Anh có ý "cà khịa" mình. Nam streamer sẵn sàng reaction để PR như đúng mục đích e-kip Phí Phương Anh. ViruSs còn nói thêm mình sẵn sàng ủng hộ Phí Phương Anh và mong rằng đây sẽ không là một sản phẩm bị ấn nút dislike.
Đầu tháng 2 năm 2021, ViruSs reaction video âm nhạc Skyler của Sơn Tùng M-TP. Nhạc sĩ khẳng định "chưa bao giờ đánh giá cao khả năng rap của Sơn Tùng". Tuyên bố trên vấp phải sự chỉ trích từ phía người hâm mộ, anti-fan của Sơn Tùng và cộng đồng rap. Ngay sau đó, rapper Bình Gold đã lên tiếng khi đăng bài trên trang Facebook cá nhân rằng ViruSs không biết gì về rap, kèm theo đó là nhắc nhở các em nhỏ đeo khẩu trang khi xem video của ViruSs (phát âm giống virus). Hành động đáp trả của Bình Gold khiến anh đích thân sử dụng tài khoản mạng xã hội của mình bình luận thẳng trên bài viết của Bình Gold rằng tại sao rapper bức xúc không "on mic rap mà lại on status". Đến nay cả hai đã liên tục đăng bài viết đáp trả nhau nhưng vẫn chưa có hành động cụ thể nào. Nhiều người mong rằng Bình Gold sẽ ra bài hát công kích lại ViruSs, tuy nhiên đó chỉ là suy luận khi các rapper đối đầu với nhau.
Cũng sau đó, một bức thư được gửi bởi Trang Pháp đến ViruSs, với nội dung bức thư liên quan đến những lùm xùm xoay quanh câu chuyện reaction MV của nam streamer gây tranh cãi suốt thời gian qua. Ngay lập tức, nam streamer đã để lại bình luận bên dưới bài đăng của "đàn chị": "Em cảm ơn chị về tất cả những thông tin và góp ý, em đọc và ghi nhận toàn bộ ạ. Trước hết nếu như trong phần em reaction có làm gì ảnh hưởng đến chị hoặc làm chị buồn thật lòng em rất xin lỗi, chị chủ động nói cho em biết những gì chị suy nghĩ đã là quá quý hóa rồi ạ". ViruSs chia sẻ việc reaction là cảm xúc cá nhân của anh, không hề có ý đả kích hay đánh giá tiêu cực sản phẩm của bất kỳ ai. Tuy nhiên vì cảm nhận mỗi người khác nhau nên anh cho biết mình sẽ lựa chọn và chú ý ngôn từ của bản thân hơn. Động thái này của ViruSs nhận về nhiều luồng ý kiến khác nhau, đa số đều ủng hộ việc anh thẳng thắn công kích sản phẩm của Phí Phương Anh. Tuy vậy việc ngôn từ của anh có phần nặng nề khi nhắc đến nhiều sản phẩm gần đây khiến Trang Pháp quyết định lên tiếng.
Ngày 1 tháng 4 năm 2021, nhiều người dùng Internet phát hiện kênh YouTube của streamer ViruSs biến mất khỏi nền tảng. Sau đó, YouTube xuất hiện hai kênh khác của streamer này, đăng tải đoạn clip chia sẻ về lý do xóa kênh.
ViruSs đã được VTV  điểm tên trong bản tin "Đại hội thịt gà" sau lùm xùm bị tố "lùa gà" nhà đầu tư. Phân đoạn có sự xuất hiện của ViruSs đề cập đến việc nam streamer ViruSs bị Zet Under, một nhà đầu tư có tiếng tại Việt Nam tố "lùa gà dù kinh nghiệm thị trường chưa được 3 tháng". Đây cũng là sự việc gây sóng gió nhất trong cộng đồng các nhà đầu tư tiền mã hoá tại Việt Nam thời gian qua. Đáp trả bình luận này, ViruSs đã đăng tải video, anh nhận định bản thân nể phục Zet Under vì có kiến thức tài chính đầu tư chuyên sâu. Tuy nhiên, cách hành xử của vị doanh nhân này lại khiến anh buồn. ViruSs khuyên Zet Under nên suy nghĩ lại và thay đổi. Ngoài ra, nam streamer cũng khẳng định, bản thân không có nghĩa vụ phải chứng minh với vị doanh nhân việc mình đã tham gia thị trường tiền điện tử từ lúc nào, trong bao lâu.
Tối 8 tháng 3 năm 2024, ViruSs tiếp tục lên tiếng về vụ tranh cãi với Jack - J97. Anh thừa nhận ca khúc "Thiên lý ơi" của Jack được sáng tác từ bản beat của ca khúc "That's OK" (괜찮아) của rapper Hàn Quốc có tên Lil Jwhy. Tuy nhiên, từ bản beat đó, ViruSs đã phối nên nhiều demo khác nhau. Theo ViruSs, quá trình anh làm demo mất nhiều thời gian và không nhận tiền từ Jack. Do đó, nhà sản xuất khá sốc trước phản ứng của đàn em. Khi một khán giả cho rằng ViruSs tố Jack tham khảo demo mà không có bằng chứng rõ ràng, nhà sản xuất trả lời: "Đấy chỉ là cảm giác của tôi khi reaction. Tôi không khẳng định W/n (nhà sản xuất âm nhạc hiện đang cộng tác với Jack) dùng nhạc của mình. Tôi chỉ nói nếu dùng sample của tôi thì phải xin phép trước".
Về việc tại sao không trực tiếp nhắn tin cho Jack để trao đổi mà lại "phanh phui" mọi chuyện trên video, ViruSs giải thích thời điểm thực hiện video là lần đầu tiên anh xem Thiên lý ơi. Do đó, những biểu cảm, phản ứng trong video của anh là tự nhiên. Trước đó vào ngày 7 tháng 3, Trước phản ứng từ phía Jack, ViruSs đã livestream ám chỉ về con người thật của nam ca sĩ: "Nhiều ca khúc của Jack đều viết trên các beat có sẵn vì Jack không có khả năng làm producer (nhà sản xuất), còn không biết cả nốt nhạc, chỉ biết hát la la la vào điện thoại lấy giai điệu..." Ngày 9 tháng 3, công ty quản lý vừa đại diện cho Jack, lên tiếng về những ồn ào giữa nam ca sĩ và ViruSs 2 ngày qua. Theo đó, giọng ca "Thiên lý ơi" khẳng định, nam streamer đã có những phát ngôn sai lệch, gây ảnh hưởng nghiêm trọng đến uy tín, danh dự của anh và những nhân sự liên quan. Tuy nhiên, 21 giờ cùng ngày, công ty của Jack chưa nhận được bất kỳ hồi âm nào từ phía VirusS.

## Đời tư
Anh từng có mối tình kéo dài 5 năm với Huỳnh Kim Ngân (Ngân Sát Thủ), cũng là một streamer ở Việt Nam. Tuy nhiên, vào ngày 10 tháng 8 năm 2020, Ngân Sát Thủ đã thông báo cô và ViruSs chính thức chia tay. Theo bài đăng ở group fan cá nhân, Ngân Sát Thủ cho biết lý do là do cả hai đều quá bận rộn với công việc riêng nên ViruSs đã chủ động nói lời chia tay.
Vào cuối tháng 3 năm 2025, ViruSs lại trở thành tâm điểm của dư luận khi vướng vào một loạt cáo buộc từ bạn gái cũ Ngọc Kem, rapper Pháo cùng nhiều cô gái khác. Sự việc này đã nhanh chóng thu hút sự chú ý của hàng triệu người trên mạng xã hội. Mọi chuyện bắt đầu vào tối ngày 21 tháng 3 năm 2025, khi Trần Nguyễn Hồng Ngọc, được biết đến với tên Ngọc Kem, đã livestream trên mạng xã hội để tố cáo anh về hành vi không chung thủy trong thời gian cả hai còn yêu nhau. Cô kể lại một cách đầy đau khổ việc phát hiện ra dấu vết của những người phụ nữ khác trong nhà của ViruSs, mặc dù cô đã nhiều lần tha thứ cho anh. Buổi livestream của Ngọc Kem đã thu hút hàng trăm nghìn lượt xem, cho thấy sự quan tâm lớn của cộng đồng mạng đối với vụ việc và mức độ nghiêm trọng của các cáo buộc. Cùng thời điểm sự việc giữa Ngọc Kem và ViruSs đang căng thẳng, rapper Pháo bất ngờ có động thái liên quan. Tối ngày 21 tháng 3 năm 2025, sau khi Ngọc Kem livestream, Pháo đã tung ra một ca khúc mang tên "Sự nghiệp chướng". Ca khúc sau đó đã trở thành chủ đề bàn tán sôi nổi trên khắp các nền tảng mạng xã hội. Mặc dù Pháo không trực tiếp gọi tên ViruSs trong bài hát, nhưng những chi tiết và cách sử dụng từ ngữ trong bài hát đã khiến người nghe liên tưởng đến nam streamer này. Trước đó, giữa lúc Ngọc Kem và ViruSs liên tục đấu tố nhau trên mạng xã hội, Pháo cũng đã đăng tải một dòng trạng thái đầy ẩn ý. Sự xuất hiện bất ngờ của Pháo trong bối cảnh này đã làm dấy lên nghi vấn về mối quan hệ giữa cô và ViruSs, cũng như sự liên quan của cô đến những cáo buộc của Ngọc Kem.
Trước những cáo buộc từ Ngọc Kem và sự ra mắt bài hát của Pháo, ViruSs đã có những phản hồi nhằm làm rõ tình hình. Tối Ngày 28 tháng 3 năm 2025, anh đã tổ chức một buổi livestream trên TikTok để giải đáp những ồn ào liên quan đến đời tư. Đáng chú ý, rapper Pháo cũng đã tham gia trực tiếp để đối chất với ViruSs, tạo nên một cuộc trò chuyện căng thẳng và thu hút sự chú ý lớn từ cộng đồng mạng. Buổi livestream đã thu hút hơn 1,5 triệu người xem cùng lúc và tổng cộng 4,8 triệu lượt xem sau khi kết thúc. Nhiều người bày tỏ sự bất ngờ trước những tiết lộ từ cả hai phía và chỉ trích việc đưa chuyện cá nhân lên mạng xã hội để thu hút sự chú ý. Sau buổi phát trực tiếp, ViruSs đã lên tiếng về vấn đề thời gian hẹn hò mà Pháo đưa ra trước đó. Ngoài ra, trong các phiên livestream, ViruSs đã bật tính năng yêu cầu người xem trả phí để có thể bình luận hoặc tham gia thảo luận. Nam streamer còn nhận được nhiều quà tặng ảo có giá trị lớn từ người xem. Hành động này đã vấp phải nhiều chỉ trích từ cộng đồng mạng, cho rằng anh đang lợi dụng những ồn ào cá nhân để kiếm tiền. Vụ việc cũng đã thu hút sự chú ý của các cơ quan quản lý nhà nước. Nhiều ý kiến cho rằng việc nhiều người dành quá nhiều thời gian để theo dõi sự việc này có thể dẫn đến những suy nghĩ lệch lạc và lối sống "drama hóa".

## Danh sách đĩa nhạc

### Các ca khúc đã sáng tác
- Anh đi đi
- Em ổn không? (lời Việt từ bài Em có ổn không? của ca sĩ Đài Loan Châu Hưng Triết)
- Giá như em nhìn lại
- Em là lý do anh say
- Thằng điên (đồng sáng tác với JustaTee)
- Trái đất đẹp nhất khi có em
- Trời giấu trời mang đi
- Yêu được không
- Nói chia tay thật khó
- Song Nhi (đồng sáng tác với Tandak và hợp tác cùng WeChoice)
- Hết yêu thật sao (Let me love you)
- Hơn em chỗ nào

## Chương trình truyền hình đã tham gia
- Nhanh như chớp - HTV7[59]
- Nhanh như chớp nhí - HTV2
- Ô hay gì thế này! - VTV3
- Quả cầu bí ẩn - VTV3
- Ký ức vui vẻ - VTV3
- Ai là triệu phú - VTV3
- Ơn giời cậu đây rồi! - VTV3[60]
- Tôi tuổi teen - HTV7
- Giọng ải giọng ai - HTV7
- Kỳ tài thách đấu - HTV7
- Chọn ngay đi - VTV3
- Đừng để tiền rơi - VTV3
- Người ấy là ai - HTV2
- Tường lửa - VTV3[61]
- Mcountdown (2018) (Khách mời cùng Trường Giang và biểu diễn tại Hàn Quốc)
- Siêu bất ngờ - HTV7
- Quýt làm cam chịu - HTV7

## Giải thưởng và đề cử
| Năm  | Lễ trao giải                | Hạng mục                           | Đề cử cho                      | Kết quả   | Chú thích |
| ---- | --------------------------- | ---------------------------------- | ------------------------------ | --------- | --------- |
| 2018 | Làn Sóng Xanh               | Sự kết hợp xuất sắc                | Justa Tee & ViruSs & Phương Ly | Đề cử     | [ 62 ]    |
| 2018 | WeChoice Awards             | Hot Influencer                     | ViruSs                         | Đoạt giải | [ 63 ]    |
| 2019 | METUB WebTVAsia Awards 2019 | MV hợp tác của năm                 | Trời Giấu Trời Mang Đi         | Đoạt giải | [ 64 ]    |
| 2019 | METUB WebTVAsia Awards 2019 | Multi-Talented Creator of The Year | ViruSs                         | Đoạt giải | [ 64 ]    |